# Táctica (ajedrez)
|    |    |       |    |       |       |       |    |    |  |
|    | a8 | b8    | c8 | d8 ql | e8    | f8    | g8 | h8 |  |
| a7 | b7 | c7 kl | d7 | e7    | f7    | g7    | h7 |    |  |
| a6 | b6 | c6    | d6 | e6 nd | f6    | g6    | h6 |    |  |
| a5 | b5 | c5    | d5 | e5    | f5    | g5    | h5 |    |  |
| a4 | b4 | c4    | d4 | e4    | f4    | g4    | h4 |    |  |
| a3 | b3 | c3    | d3 | e3    | f3 pd | g3    | h3 |    |  |
| a2 | b2 | c2    | d2 | e2    | f2    | g2 kd | h2 |    |  |
| a1 | b1 | c1    | d1 | e1    | f1    | g1    | h1 |    |  |
|    |    |       |    |       |       |       |    |    |  |

|       |       |       |       |       |       |       |       |       |  |
|       | a8 rd | b8    | c8 bd | d8 qd | e8    | f8    | g8 rd | h8 kd |  |
| a7 pd | b7 pd | c7    | d7    | e7    | f7 ql | g7    | h7 pd |       |  |
| a6    | b6 nd | c6 pd | d6 bd | e6    | f6 pd | g6    | h6 bl |       |  |
| a5    | b5    | c5    | d5 pd | e5    | f5 pl | g5    | h5    |       |  |
| a4    | b4    | c4    | d4 pl | e4    | f4    | g4    | h4    |       |  |
| a3    | b3    | c3 nl | d3 bl | e3 rl | f3    | g3    | h3    |       |  |
| a2 pl | b2 pl | c2 pl | d2    | e2    | f2    | g2 pl | h2 pl |       |  |
| a1 rl | b1    | c1    | d1    | e1    | f1    | g1 kl | h1    |       |  |
|       |       |       |       |       |       |       |       |       |  |

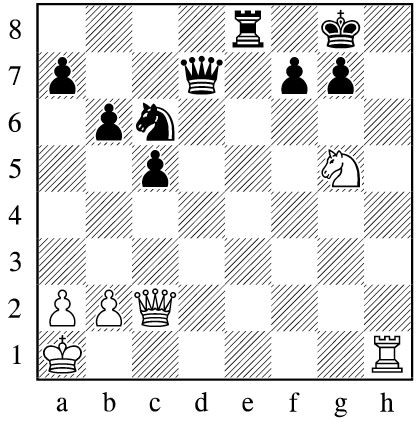
Una táctica de ajedrez de sobrecarga de desvío.

Una táctica en el ajedrez, de forma similar que en el combate real, es un movimiento especial o conjunto de estos que se encamina a conseguir un objetivo particular en el juego. Dicho objetivo puede ser tomar material al adversario, mejorar la posición propia o facilitar el mate. En el ajedrez hay varias tácticas, las cuales a veces también pueden comportar la victoria inmediata (jaque mate), algunas de las más conocidas son:
- Doble ataque directo
- Doble ataque por descubierta
- Doble ataque a piezas que se tapan "rayos X".
- La clavada.
- Piezas sobrecargadas y ataque a la pieza que defiende.
- Jaque al descubierto.
- Jaque doble.
- La jugada intermedia.

Además, existen otras tácticas, que también son elementales en el ajedrez, tales como:
- Desviación
- Atracción
- Destrucción de la defensa
- Bloqueo
- Intercepción de líneas
- Despeje de casillas o líneas

Aparte de esto, están las aperturas que son aquellas jugadas usadas al iniciar una partida para ganar alguna ventaja, algún desarrollo de fichas, entre otros, logrando así un avance mejor y rápido. Al hacer esto, podremos dar jaques veloces. Entre otros, estos serían:
- Apertura abierto a cerrada
- gambito de dama
- gambito de rey
- defensa siciliana
- defensa francesa jaque pastor
- apertura de pájaros
- etc

El conocimiento profundo de las tácticas con frecuencia distingue a un ajedrecista intermedio o avanzado de uno novato. Los ordenadores son especialmente fuertes en las tácticas, ya que requieren pocas jugadas, en cambio son débiles en la estrategia porque sus resultados no son obvios a corto plazo.

## Doble ataque directo
Un ataque doble es en el que se amenazan dos piezas a la vez, de forma que al atacante le convenga. El caballo es la mejor pieza para un ataque doble.

### Doble con peón
Adelantando un peón se puede hacer un doble a dos piezas situadas en la misma fila y en columnas alternas. El peón no debe poder ser capturado. De este ataque resulta casi siempre la captura de una de las piezas que se atacan y siendo el peón la pieza de menor valor, siempre es ventajoso el cambio.

### Doble con alfil
Tal que  él ataque dos piezas, como puede ser el caso de dos caballos, resulta en una táctica muy útil, dado que es el último.Y se caracteriza por tener un ataque certero a las piezas del rival formando un cuadro impecable

### Doble con torre
Una torre puesta en una línea que forman dos piezas enemigas constituye un poderoso ataque doble, como ejemplo una torre defendida puesta entre una dama y el rey.

### Doble con dama
La dama al actuar como alfil y torre tiene muchas posibilidades en el ataque doble, ya que combina en una sola pieza el poder de ambas lo cual es utilizado mucho en ataques dobles con jaque para perder material en los finales.

### Doble con rey
De poca importancia aunque muy útil en los finales para ganar material y bloquear peones que pretenden coronar u otras piezas enemigas.Puede usarse para dar mate con doble de rey y Dama.

### Doble con caballo
El caballo es el rey del ataque doble por sus capacidades de movimiento. Es muy poderoso para atacar piezas de gran valor como dos torres, torre y dama o dama y rey.

## Doble ataque por descubierta
Consiste en amenazar dos piezas del adversario, en una misma jugada, con dos piezas nuestras: amenazamos una con la pieza que hemos movido y otra con una segunda pieza que con el movimiento ha quedado descubierta. Este tipo de jugada táctica se puede hacer con muchísimas combinaciones de piezas. Una variante de este doble consiste en capturar una pieza adversaria, pese a que la tenga defendida. Si nuestro rival captura la pieza que hemos movido, entonces podemos capturarle otra pieza con la que nos ha quedado descubierta, y si el rival opta por retirar o defender la pieza amenazada por nuestra pieza descubierta, entonces podremos retirar y salvar la pieza con qué hemos capturado inicialmente: el resultado es siempre una ganancia de material.

## Doble ataque a piezas que se tapan "rayos x"
Consiste en atacar una pieza que si el rival la retira a otra casilla, queda amenazada una segunda pieza. Esta jugada comporta siempre la pérdida de una de las dos piezas. Hay seis posibilidades, torre o alfil atacando dama y rey (o rey y dama) y alfil atacando torre y rey (o rey y torre). También se puede atacar, por ejemplo, la dama y una torre con el peón.

## La clavada
Se denomina "clavada" a aquella pieza o bien imposible de mover (porque dejaría al rey en jaque) o que, de desplazarse, provocaría una captura muy ventajosa al oponente. Un ejemplo es un alfil que ataca a una torre en cuya misma diagonal atrás de la torre se encuentra el rey, esto resulta de la imposibilidad de mover la torre con la consiguiente captura de la torre por parte del alfil para este caso. También, aunque la captura no convenga, clavar una pieza inutiliza a ésta porque no puede moverse eliminando su posible acción defensiva u ofensiva a terceras piezas según sean del mismo bando o del contrario.
Algunas defensas ante una clavada son:
- La interposición.
- La contraclavada.
- Mover una pieza trasera.
- Mover la pieza propia que origina la clavada.
- Distraer la pieza clavante o jaque mate.
- La pregunta a la pieza clavante.
- Anticipar la clavada.

## Desviación
La desviación es un arma táctica importante; consiste en forzar a una pieza rival a dejar su posición actual, dando a nuestras piezas el acceso a casillas o líneas importantes.

## Atracción
La atracción es un elemento táctico que consiste en atraer favorablemente una pieza rival (por lo común, el rey) a una casilla en particular. La atracción tiene una gran semejanza con el tema de la desviación.

## Destrucción de la defensa
Una arma táctica de gran poder es la combinación basada en la eliminación directa de la pieza que controla líneas o casillas importantes en el tablero. Tiene semejanza con la desviación, pero en este caso la pieza contraria es capturada y no desviada.

## Bloqueo
El objetivo de este recurso táctico consiste en forzar a una pieza rival a ocupar una casilla que resulta perjudicial, por lo común, para su propio rey. Es una forma eficaz de eliminar la coordinación de las fuerzas contrarias.

## Intercepción de líneas
Mediante este recurso táctico, la conexión entre dos o más piezas del oponente es obstruida, impidiendo el acceso a una casilla o línea vital.

## Despeje de casillas o líneas
En ocasiones una pieza impide el paso de otras del mismo bando a una casilla o línea donde tendría gran efecto. En este caso, es necesario "ceder el paso"